# 1755
1755 (MDCCLV) a fost un an obișnuit al calendarului gregorian, care a început într-o zi de marți.

## Evenimente
- 1 noiembrie: Marele cutremur din Lisabona. Ar fi avut între 8,5 și 9 grade Richter. Seismul a făcut - potrivit statisticilor - între 50.000 și 100.000 de victime doar în Lisabona.

## Nașteri
- 11 ianuarie: Alexander Hamilton, primul secretar al Secretariatului Trezoreriei SUA (d. 1804)
- 11 februarie: Albert Christoph Dies, compozitor german (d. 1822)
- 1 aprilie: Jean-Anthelme Brillat-Savarin, avocat și gastronom francez (d. 1826)
- 3 aprilie: Simon Kenton, general milițianist revoluționar (d. 1836)
- 17 noiembrie: Ludovic al XVIII-lea al Franței, regele Franței și al Navarrei (1814-1824), (d. 1824)

## Decese
- 10 februarie: Montesquieu (n. Charles-Louis de Secondat), 66 de ani, baron de Sencondat (n. 1689)